# 포비든 건담
포비든 건담(영어: Forbidden Gundam, 일본어: フォビドゥンガンダム)은 TV 애니메이션 《기동전사 건담 SEED》 시리즈에 등장하는 모빌 슈트(MS)로 분류되는 가공의 유인 조종식 인간형 로봇 병기이다. 극중 후반에 지구연합군이 생체 CPU인 "부스티드 맨"용으로 개발한 3기의 건담 중 하나로 등장하며, 통칭 "약물 3인방" 중 한 명인 샤니 앤드라스의 탑승기이다. 전개식의 거대한 백팩과 사신을 연상시키는 거대한 낫 모양의 병기가 특징이며, 적의 빔 궤도를 굴곡시켜 회피하고 자신의 빔을 굴곡시켜 변칙적으로 공격하는 특수 병장을 탑재했다. "포비든"은 영어로 "금단(禁断)", "금기(禁忌)"를 의미한다. 미디어나 관련 상품에서는 "포비든 건담"이라고 호칭되지만, 《기동전사 건담 SEED》 시리즈 작품 내에서는 다른 건담 타입의 모빌 슈트와 마찬가지로 "건담"을 생략하고 "포비든"이라고 호칭된다.
메카닉 디자인은 오오카와라 쿠니오가 담당하였다.

## 같이 보기
- 건담 시리즈의 병기 목록
- 기동전사 건담 SEED